# Tribunal Catalán de Contratos del Sector Público
El Tribunal Catalán de Contratos del Sector Público (en catalán: Tribunal Català de Contractes del Sector Públic) es un órgano administrativo que entiende sobre la contratación en el sector público en Cataluña (España). Fue creado mediante el Decreto 221/2013, de 3 de septiembre, por el que se regula el Tribunal Catalán de Contratos del Sector Público y se aprueba su organización y su funcionamiento. Su primer presidente fue el interventor de la Generalidad Juan Antonio Gallo Sallent, que en junio de 2017 fue sustituido por Neus Colet Arean.

## Funciones
Ejerce sus funciones en el ámbito de la administración de la Generalidad de Cataluña, de las entidades y los organismos que forman parte de su sector público y que tienen la consideración de poderes adjudicatarios, de las administraciones locales integradas en su territorio, y también de las entidades y los organismos de la Administración local que tienen la consideración de poderes adjudicatarios.
Tiene competencia material sobre los actos siguientes:
- Resolver los recursos especiales en materia de contratación interpuestos contra los actos relacionados en el apartado 2 del artículo 310 de la Ley 30/2007 cuando se refieren a los tipos de contratos especificados en el apartado 1 del mismo artículo y no se tratan procedimientos de adjudicación que se sigan por el trámite de urgencia.
- Decidir sobre la adopción de medidas provisionales que han solicitado las personas que señala el artículo 312 de la Ley 30/2007 con anterioridad a la interposición del recurso especial en materia de contratación.
- Resolver las cuestiones de nulidad basadas en los supuestos especiales de nulidad contractual establecidos en el artículo 37 de la Ley 30/2007.
- Resolver las reclamaciones en los procedimientos de adjudicación de los contratos, las medidas provisionales y de la cuestión de nulidad a que hacen referencia los artículos 101, 103, 109, 110 y 111 de la Ley del Estado 31/2007, del 30 de octubre, sobre procedimientos de contratación en los sectores del agua, la energía, los transportes y los servicios postales.[4][5]